# Palm Beach Gardens
Palm Beach Gardens is een plaats (city) in de Amerikaanse staat Florida, en valt bestuurlijk gezien onder Palm Beach County.
In de plaats is het Moroso Motorsports Park gevestigd. Tot en met 2017 was er tevens het Playmobil FunPark Palm Beach Gardens gevestigd. Palm Beach Gardens is de woonplaats van Serena en Venus Williams.

## Demografie
Bij de volkstelling in 2000 werd het aantal inwoners vastgesteld op 35.058.
In 2006 is het aantal inwoners door het United States Census Bureau geschat op 48.914, een stijging van 13856 (39,5%).
Bij de volkstelling van 2010 werd het inwonersaantal vastgelegd op 48.452. Hieronder staan de voorspelling voor de daarop volgende jaren (gegevens 2014). 
| Jaar | Inwonersaantal (op 1 juli) |
| ---- | -------------------------- |
| 2010 | 48.700                     |
| 2011 | 49.278                     |
| 2012 | 50.076                     |
| 2013 | 50.803                     |
| 2014 | 51.919                     |

## Geografie
Volgens het United States Census Bureau beslaat de plaats een oppervlakte van
144,9 km², waarvan 144,2 km² land en 0,7 km² water.

## Plaatsen in de nabije omgeving
De onderstaande figuur toont nabijgelegen plaatsen in een straal van 16 km rond Palm Beach Gardens.